# Runar Bäckström
Runar Bäckström, född  4 september 1902 i Kotka, död 1991, var en finländsk ingenjör och företagsledare.
Bäckström blev student 1920, diplomingenjör 1924, reservfänrik 1926 och ingenjöröverste 1941. Han var ingenjör vid Centrallaboratorium Ab 1926–1927, Central Paper Co i Michigan 1927–1928, Mosinee Paper Mills Co i Wisconsin 1928–1929, teknisk ledare vid Fredriksbergs pappersbruk i Sverige 1929–1930, teknisk representant för A.E. Staley Manufacturing Co i de skandinaviska länderna 1930–1931, tekniska direktörens adjoint vid Finska Cellulosaföreningen 1931–1937, direktör för dess försäljningsrepresentation i New York 1936–1937 och direktör vid Halla fabriker 1937–1940. Under krigsåren var han krigsekonomichef vid högkvarteret 1940–1945. Han var därefter direktionsordförande och verkställande direktör vid Kristiinan Puu Oy 1945–1952 samt vid Exim Ab och Lumber Products Ab från 1945. Han var även styrelseordförande i Asfalttibetoni Oy och Kivi-Simo Oy. Han var medlem i flera statliga nämnder, handelsdelegationer och kommittéer 1940–1945.